# 116.º Congresso dos Estados Unidos
O 116º Congresso dos Estados Unidos foi uma legislatura do governo federal dos Estados Unidos, composto da Câmara dos Representantes e do Senado, vigorando de 3 de janeiro de 2019 a 3 de janeiro de 2021, o equivalente aos dois últimos anos da Presidência de Donald Trump. Senadores eleitos para mandatos regular em 2014 encerram seus mandatos nesta legislatura enquanto Representantes são distribuídos com base no Censo de 2010.
Nas eleições de novembro de 2018, o Partido Democrata conquistou novamente a maioria dos assentos na Câmara dos Representantes, enquanto o Partido Republicano ampliou sua membresia no Senado. Consequentemente, esta foi a primeira legislatura em que ambas as câmaras do Congresso norte-americano foram comandadas por partidos opostos desde o 113º Congresso (2013-2015). Esta foi considerada por comentaristas políticos como a mais diversa e mais jovem legislatura dos últimos três ciclos eleitorais até aquele momento.

## Principais eventos
- 22 de dezembro de 2018 - 25 de janeiro de 2019: A mais longa paralisação do governo federal na história do país.
- 3 de janeiro de 2019: Nancy Pelosi eleita Presidente da Câmara dos Representantes, tornando-se o primeiro ex-ocupante a retornar ao cargo desde Sam Rayburn em 1955.[2][3]
- 5 de fevereiro de 2019: Discurso sobre o Estado da União,[4] adiado desde 29 de janeiro por conta da paralisação do governo federal.[5]

## Distribuição partidária

### Senado

45 Democratas
2 Independentes
53 Republicanos

| Afiliação                     | Partido     | Partido   | Partido      | Total | Vacante |
| ----------------------------- | ----------- | --------- | ------------ | ----- | ------- |
| Afiliação                     |             |           |              | Total | Vacante |
| Afiliação                     | Republicano | Democrata | Independente | Total | Vacante |
| Legislatura anterior          | 50          | 47        | 2            | 99    | 1       |
|                               |             |           |              |       |         |
| Início (3 de janeiro de 2019) | 52          | 45        | 2            | 99    | 1       |
| 8 de fevereiro de 2017        | 53          | 45        | 2            | 100   | 0       |

### Câmara dos Representantes

235 Democratas
3 Vacantes
197 Republicanos

| Afiliação                     | Partido     | Partido   | Partido      | Total | Vacante |
| ----------------------------- | ----------- | --------- | ------------ | ----- | ------- |
| Afiliação                     |             |           |              | Total | Vacante |
| Afiliação                     | Republicano | Democrata | Independente | Total | Vacante |
| Legislatura anterior          | 236         | 196       | 0            | 432   | 3       |
|                               |             |           |              |       |         |
| Início (3 de janeiro de 2019) | 199         | 235       | 0            | 434   | 1       |
| 23 de janeiro de 2019         | 198         | 235       | 0            | 433   | 2       |
| 10 de fevereiro de 2019       | 197         | 235       | 0            | 432   | 3       |

## Liderança

### Senado
- Presidente: Mike Pence (R)
- Presidente pro tempore: Chuck Grassley (R)
- Presidente pro tempore emérito: Patrick Leahy (D)

Liderança da Maioria (Republicana)
- Líder da Maioria: Mitch McConnell
- Líder Assistente: John Thune

Liderança da Minoria (Democrata)
- Líder da Minoria: Chuck Schumer
- Líder Assistente: Dick Durbin

### Câmara dos Representantes
- Presidente: Nancy Pelosi (D)

Liderança da Maioria (Democrata)
- Líder da Maioria: Steny Hoyer
- Whip da Maioria: Jim Clyburn

Liderança da Minoria (Republicana)
- Líder da Minoria: Kevin McCarthy
- Whip da Minoria: Steve Scalise

## Membresia

### Senado
Os números indicam as respectivas Classes do Senado. Todos os senadores de Classe 1 foram eleitos nas eleições de novembro de 2018. Nesta legislatura, a Classe 1 indica que seu mandato teve início com o atual Congresso, voltando a ser reeleitos em 2024; Classe 2 indica que o mandato se encerra com este Congresso, sendo reeleitos em 2020; Classe 3 indica que o mandato teve início no último Congresso, sendo reeleitos em 2022.
| Alabama - 2. Doug Jones (D) - 3. Richard Shelby (R) Alasca - 2. Dan Sullivan (R) - 3. Lisa Murkowski (R) Arizona - 1. Kyrsten Sinema (D) - 3. Martha McSally (R) Arkansas - 2. Tom Cotton (R) - 3. John Boozman (R) Califórnia - 1. Dianne Feinstein (D) - 3. Kamala Harris (D) Colorado - 2. Cory Gardner (R) - 3. Michael Bennet (D) Connecticut - 1. Chris Murphy (D) - 3. Richard Blumenthal (D) Delaware - 1. Tom Carper (D) - 2. Chris Coons (D) Flórida - 1. Rick Scott (R) - 3. Marco Rubio (R) Geórgia - 2. David Perdue (R) - 3. Johnny Isakson (R) Havaí - 1. Mazie Hirono (D) - 3. Brian Schatz (D) Idaho - 2. Jim Risch (R) - 3. Mike Crapo (R) Illinois - 2. Dick Durbin (D) - 3. Tammy Duckworth (D) Indiana - 1. Mike Braun (R) - 3. Todd Young (R) Iowa - 2. Joni Ernst (R) - 3. Chuck Grassley (R) Kansas - 2. Pat Roberts (R) - 3. Jerry Moran (R) Kentucky - 2. Mitch McConnell (R) - 3. Rand Paul (R) Luisiana - 2. Bill Cassidy (R) - 3. John Kennedy (R) Maine - 1. Angus King (I) - 2. Susan Collins (R) Maryland - 1. Ben Cardin (D) - 3. Chris Van Hollen (D) Massachusetts - 1. Elizabeth Warren (D) - 2. Ed Markey (D) Michigan - 1. Debbie Stabenow (D) - 2. Gary Peters (D) Minnesota - 1. Amy Klobuchar (DFL) - 2. Tina Smith (DFL) Mississippi - 1. Roger Wicker (R) - 2. Cindy Hyde-Smith (R) Missouri - 1. Josh Hawley (R) - 3. Roy Blunt (R) | Montana - 1. Jon Tester (D) - 2. Steve Daines (R) Nebraska - 1. Deb Fischer (R) - 2. Ben Sasse (R) Nevada - 1. Jacky Rosen (D) - 3. Catherine Cortez Masto (D) Nova Hampshire - 2. Jeanne Shaheen (D) - 3. Maggie Hassan (D) Nova Jérsei - 1. Robert Menendez (D) - 2. Cory Booker (D) Novo México - 1. Martin Heinrich (D) - 2. Tom Udall (D) Nova Iorque - 1. Kirsten Gillibrand (D) - 3. Chuck Schumer (D) Carolina do Norte - 2. Thom Tillis (R) - 3. Richard Burr (R) Dacota do Norte - 1. Kevin Cramer (R) - 3. John Hoeven (R) Ohio - 1. Sherrod Brown (D) - 3. Rob Portman (R) Oklahoma - 2. James Inhofe (R) - 3. James Lankford (R) Óregon - 2. Jeff Merkley (D) - 3. Ron Wyden (D) Pensilvânia - 1. Bob Casey Jr. (D) - 3. Pat Toomey (R) Rhode Island - 1. Sheldon Whitehouse (D) - 2. Jack Reed (D) Carolina do Sul - 2. Lindsey Graham (R) - 3. Tim Scott (R) Dacota do Sul - 2. Mike Rounds (R) - 3. John Thune (R) Tennessee - 1. Marsha Blackburn (R) - 2. Lamar Alexander (R) Texas - 1. Ted Cruz (R) - 2. John Cornyn (R) Utah - 1. Mitt Romney (R) - 3. Mike Lee (R) Vermont - 1. Bernie Sanders (I) - 3. Patrick Leahy (D) Virgínia - 1. Tim Kaine (D) - 2. Mark Warner (D) Washington - 1. Maria Cantwell (D) - 3. Patty Murray (D) Virgínia Ocidental - 1. Joe Manchin (D) - 2. Shelley Moore Capito (R) Wisconsin - 1. Tammy Baldwin (D) - 3. Ron Johnson (R) Wyoming - 1. John Barrasso (R) - 2. Mike Enzi (R) |

## Mudanças de membresia

### Senado
| Estado  | Classe | Senador  | Senador  | Descrição                                                                                         | Sucessor       |
| ------- | ------ | -------- | -------- | ------------------------------------------------------------------------------------------------- | -------------- |
| Flórida | (1)    | – (Vago) | – (Vago) | Rick Scott (D) adiou sua posse como Senador para encerrar seu mandato como Governador da Flórida. | Rick Scott (D) |

### Câmara dos Representantes
| Estado            | Distrito | Representante | Representante           | Descrição | Sucessor  |
| ----------------- | -------- | ------------- | ----------------------- | --- | --------- |
| Carolina do Norte | 9        | – (Vago)      | – (Vago)                | Cargo vago desde 3 de janeiro de 2019, pois alegações de fraude nas eleições anteriores impediram a certificação dos resultados.                            | A definir |
| Pensilvânia       | 12       |               | Tom Marino (R)          | Renunciou ao cargo em 23 de janeiro de 2019 para investir em carreira profissional no setor privado. Eleição especial deverá ocorrer em 21 de maio de 2019. | A definir |
| Carolina do Norte | 3        |               | Walter B. Jones Jr. (R) | Faleceu em 10 de fevereiro de 2019. Sucessor será definido em eleição especial ainda sem data prevista.                                                     | A definir |